# Schulgesetz NRW
Im Schulgesetz NRW sind die rechtlichen Grundlagen des Schulwesens in Nordrhein-Westfalen niedergelegt.

## Bedeutung
Das Schulgesetz NRW vom 15. Februar 2005 ist das erste zusammenhängende große Schulgesetz in der Geschichte des Landes. Zuvor waren die noch unvollständigen gesetzlichen Grundlagen für das Schulwesen in sieben verschiedenen Einzelgesetzen enthalten, die überwiegend in die Zeit vor 1960 zurückreichten. Dadurch war ein unübersichtliches und in manchen Bereichen auch überholtes schulrechtliches Regelwerk entstanden.   Demgegenüber sind jetzt alle bedeutenden bildungspolitischen Entscheidungen und die wesentlichen Grundlagen für das gesamte Schulrecht in einem einzigen Gesetz enthalten.

## Struktur und Inhalt des Gesetzes
Mit dem neuen Schulgesetz hob der Landtag Nordrhein-Westfalen auf Initiative der damaligen Schulministerin Ute Schäfer (SPD) die bisherigen Schulgesetze – vom „Schulordnungsgesetz“ (1952) bis zum „Schulmitwirkungsgesetz“ (1977) – und die „Allgemeine Schulordnung“ (1978) zum Schuljahresende 2005/06 auf. Das einheitliche „Schulgesetz NRW“ gliedert sich in folgende Teile:
I. Allgemeine Grundlagen (§§ 1–9): Auftrag der Schule, Geltungsbereich
II. Aufbau und Gliederung des Schulwesens (§§ 10–28): Schulstruktur, weltanschauliche Gliederung, Schulversuche und Versuchsschulen
III. Unterrichtsinhalte (§§ 29–33): Unterrichtsvorgaben, Lernmittel, Religionsunterricht, Sexualerziehung
IV. Schulpflicht (§§ 34–41): Grundsätze, Schulpflicht in der Sekundarstufe II, Verantwortung
V. Schulverhältnis (§§ 42–56): Allgemeine Rechte und Pflichten, Information und Beratung, Schülerzeitungen, Schülergruppen, Leistungsbewertung, Versetzung, Prüfungen, Ordnungsmaßnahmen
VI. Schulpersonal (§§ 57–61): Lehrerinnen und Lehrer, sonstiges Personal, Schulleitung
VII. Schulverfassung: (§§ 62–77): Grundsätze, Mitwirkungsorgane, Schülervertretung; überschulische Mitwirkung
VIII. Schulträger (§§ 78–85): Aufgaben, Schulentwicklungsplanung, Mindestgröße von Schulen
IX. Schulaufsicht (§§ 86–91): Schulaufsichtsbehörden, Zuständigkeiten, Organisation der Behörden
X. Schulfinanzierung (§§ 92–99): Kostenträger, Personalkosten, Lernmittelfreiheit, Schülerfahrkosten, Sponsoring
XI. Schulen in freier Trägerschaft (§§ 100–119): Ersatzschulen, Ersatzschulfinanzierung, Ergänzungsschulen, Internationale Schulen
XII. Datenschutz, Übergangsvorschriften (§§ 120–133): Datenschutz, volljährige Schüler, Ordnungswidrigkeiten, Verwaltungsvorschriften, Übergangsregelungen.

## Geschichte
Im April 1952 wurde das Schulordnungsgesetz des Landes verabschiedet. Dieses regelte Grundzüge des Schulwesens und wurde 2005 – ebenso wie die anderen Einzelgesetze – mit Inkrafttreten des Schulgesetzes NRW aufgehoben.
Nach der Landtagswahl vom Mai 2005 nahm die neue Koalitionsregierung aus CDU und FDP mit Schulministerin Barbara Sommer (CDU) eine umfangreiche Novellierung des Schulgesetzes vor, um neue bildungspolitische Schwerpunkte zu setzen. Ziel war die Entwicklung der eigenverantwortlichen Schule. Die Änderungsgesetze vom 13. und 27. Juni 2006 traten zum Schuljahr 2006/07 in Kraft. Einige weitreichende Änderungen waren allerdings mit Übergangsfristen verbunden. So z. B. die Aufhebung der Schulbezirke für Grund- und Berufsschulen, die ab dem Schuljahr 2008/2009 galt, sowie die Schulzeitverkürzung bis zum Abitur und die neue Gymnasiale Oberstufe (Jahrgangsstufen 10 bis 12). In diese konnten Schüler nach verkürzter Sekundarstufe I frühestens zum Schuljahr 2009/10, im Allgemeinen erst zum Schuljahr 2010/11 eintreten (§ 132 Abs. 5 SchulG).
Eine erneute Novellierung vom 24. Juni 2008 sollte die Ergebnisse des ausgelaufenen Modellvorhabens „Selbstständige Schule“ schrittweise auf alle Schulen übertragen. Damit wurden die Schulleitungen zu Dienstvorgesetzten der Lehrer. Die Folge war, dass die Schulen selbst über die Einstellung neuer Lehrer entscheiden konnten. Die Aufgaben der Personalvertretung wurden vom Lehrerrat (§ 69 SchulG) übernommen.
Die Änderungen des Schulgesetzes vom 21. April 2009 und vom 17. Dezember 2009 enthielten dienstrechtliche Anpassungen bzw. eine kleine Anpassung an EU-Recht.
Nach dem Regierungswechsel in Nordrhein-Westfalen nach der Landtagswahl 2010 leitete die neue rot-grüne Landesregierung (Schulministerin Sylvia Löhrmann) mit dem 4. Schulrechtsänderungsgesetz vom 21. Dezember 2010 eine erste Rückkehr zu den Regelungen von 2005 ein (Stichworte: Übergangsverfahren, Kopfnoten, Drittelparität und Schuleinzugsbereich).
Durch das 5. Schulrechtsänderungsgesetz vom 5. April 2011 wurde die gesetzlich eingeführte stufenweise Vorverlegung des Stichtages für die Einschulung (Stichwort: Beginn der Schulpflicht) gestoppt und der Stichtag dauerhaft auf den 30. September gelegt (§ 35 SchulG).
Grundlegende Änderungen im Schulwesen des Landes haben sich aus dem Gesetz zur Weiterentwicklung der Schulstruktur in NRW (6. Schulrechtsänderungsgesetz) vom 25. Oktober 2011 (GV. NRW. S. 540) ergeben. Dies hat die Schulstruktur in Nordrhein-Westfalen geändert, allerdings anders als zuvor geplant (Stichwort: Gemeinschaftsschule). Nachdem sich CDU, SPD und Grüne im Schulkonsens vom 19. Juli 2011 auf die Einführung der Sekundarschule verständigt haben, wird diese neue Schulform in den kommenden Jahren wohl weitgehend die Hauptschule ersetzen. Dazu ist auch die Landesverfassung (Verf NRW) geändert worden.
Ein 7. Schulrechtsänderungsgesetz vom 22. Dezember 2011 hat die Rechtsgrundlage geschaffen für die Erteilung von islamischem Religionsunterricht als ordentliches Lehrfach (GV. NRW. S. 728).
Durch das Teilhabe- und Integrationsgesetz vom 14. Februar 2012 (GV. NRW. S. 97) ist in § 2 SchulG der Kanon der Lernziele erweitert worden.
Das 8. Schulrechtsänderungsgesetz vom 13. November 2012 (GV. NRW. S. 514) hat die Möglichkeiten kommunaler Schulträger erweitert, auch bei zurückgehenden Schülerzahlen ein wohnungsnahes Schulangebot zu sichern.
Durch das 9. Schulrechtsänderungsgesetz vom 5. November 2013 (GV. NRW. S. 618) sind gesetzliche Regelungen für die Inklusion in den Schulen geschaffen worden.
Das 10. Schulrechtsänderungsgesetz vom 10. April 2014 (GV. NRW. S. 268) betrifft hauptsächlich das Berufskolleg.
Mit dem 11. Schulrechtsänderungsgesetz vom 25. März 2015 (GV. NRW. S. 309) wurde die Umwandlung von Schularten erleichtert und die strikte Bindung von Lehrkräften an das Schulbekenntnis gelockert.
Mit dem 12. Schulrechtsänderungsgesetz vom 25. Juni 2015 (GV. NRW S. 499) reagierte der Gesetzgeber auf eine Entscheidung des Bundesverfassungsgerichts vom 13. März 2015, wonach das pauschale Kopftuchverbot für Lehrerinnen nicht mit dem Grundgesetz vereinbar ist. Das Gericht hatte das im Schulgesetz festgeschriebene Privileg der „Darstellung christlicher und abendländischer Bildungs- und Kulturwerte oder Traditionen“ zur verfassungswidrigen Benachteiligung anderer aus religiösen Gründen erklärt. Für eine Bevorzugung des Christen- oder Judentums existiere keine tragfähige Rechtfertigung.
Punktuelle Änderungen des Schulgesetzes enthalten das Dienstrechtsmodernisierungsgesetz (Art. 11) vom 14. Juni 2016 (GV. NRW S. 310) sowie das Inklusionsgrundsätzegesetz (Art. 5) vom 14. Juni 2016 (GV. NRW S. 442).
Das Gesetz zur Neuregelung des Gleichstellungsrechts vom 6. Dezember 2016 (GV. NRW. S. 1052) hat auch kleine Folgeänderungen im Schulgesetz vorgenommen. Sie betreffen die Ansprechpartnerin für Gleichstellungsfragen, die jetzt in allen Schulen zu bestellen ist.
Das 13. Schulrechtsänderungsgesetz vom 21. Juli 2018 (GV. NRW. S. 404) enthält als Leitentscheidung die Rückkehr zum Abitur nach neun Jahren an Gymnasien (G9) in NRW ab dem Schuljahr 2019/2020.
Durch das Gesetz über den islamischen Religionsunterricht (14. Schulrechtsänderungsgesetz) vom 2. Juli 2019 ist eine neue Übergangsregelung (§ 132a SchulG) geschaffen worden, nach der zunächst bis 2025 die Erteilung des islamischen Religionsunterrichts in Zusammenarbeit mit den islamischen Organisationen abgesichert wird.
Weitere Änderungen des Schulgesetzes enthalten das Bildungssicherungsgesetz vom 30. April 2020 (GV. NRW. S. 312), das 15. Schulrechtsänderungsgesetz vom 29. Mai 2020 (GV. NRW. S. 358) und das Hochschulzulassungsgesetz vom 1. September 2020 (GV. NRW. S. 830).
Das Gesetz zur Modernisierung und Stärkung der Eigenverantwortung von Schulen vom 23. Februar 2022 (GV. NRW. S. 250) ist das 16. Schulrechtsänderungsgesetz.

## Kritik
Seit 2006 ist in § 2 Abs. 2 SchulG als Lernziel „Ehrfurcht vor Gott“ festgeschrieben. Diese Aussage entspricht wörtlich dem Verfassungstext in Art. 7 Abs. 1 der Landesverfassung Nordrhein-Westfalen. Dieser angebliche Verstoß gegen die Trennung von Kirche und Staat führte zu vereinzelter Kritik. So wandte sich 2011 die Initiative „Sozis für Laizismus“ an die Abgeordneten. Die Initiative schlug folgende Änderungsfassung vor: „Achtung vor der Würde des Menschen, die unbedingte Akzeptanz der Menschenrechte und die Bereitschaft zum sozialen Handeln zu wecken, ist vornehmstes Ziel der Erziehung.“ Kritisiert wurde auch, dass das derzeitige Schulgesetz öffentlich finanzierten Schulen gestatte, konfessionsfremde oder konfessionslose Schüler abzulehnen oder sie zur Teilnahme am Religionsunterricht zu verpflichten. Die Initiative schlug zudem vor, den ersten Satz von Art. 12 Abs. 3 der Landesverfassung („Grundschulen sind Gemeinschaftsschulen, Bekenntnisschulen oder Weltanschauungsschulen.“) zu streichen. Eine entsprechende Initiative der Fraktion Die Linke ist im Landtag Nordrhein-Westfalen allerdings auf einhellige Ablehnung aller anderen Fraktionen gestoßen.